# 2002 aux États-Unis
Chronologie des États-Unis
- 1998
- 1999
- 2000
- 2001
- 2002
- 2003
- 2004
- 2005
- 2006

Cette page concerne des événements qui se sont produits durant l'année 2002 du calendrier grégorien aux États-Unis.

## Gouvernement
- Président : George W. Bush
- Vice-président : Dick Cheney
- Secrétaire d'État : Colin Powell

- Chambre des représentants - Président : Dennis Hastert (Parti républicain)

## Événements

### Janvier
- 5 janvier : attentat de Tampa du 5 janvier : un adolescent de 15 ans vole un appareil Cessna 172 et s'écrase délibérément sur la tour de la Bank of America au centre-ville de Tampa, en Floride.
- 6 janvier : le Boston Globe publie un article détaillé sur le scandale d'abus sexuels dans l'archidiocèse de Boston.
- 8 janvier : signature du No Child Left Behind Act (en) par le président George W. Bush.
- 23 janvier : le journaliste Daniel Pearl est kidnappé au Pakistan, accusé d'être un agent de la CIA par ses ravisseurs.
- 29 janvier : dans son Discours sur l'état de l'Union, le président George W. Bush désigne la Corée du Nord, l'Iran et l'Irak comme l'« Axe du Mal ».

### Février
- 1er février : le journaliste Daniel Pearl est assassiné à Karachi, au Pakistan.
- 3 février : Super Bowl XXXVI. Les Patriots de la Nouvelle-Angleterre battent les Rams de Saint-Louis 20 à 17.
- 8 au 24 février : la délégation des États-Unis ramène 34 médailles dont 10 en or des Jeux olympiques d'hiver de 2002.

### Mars
- 1er mars : 
  - mission STS-109 de la navette spatiale Columbia;
  - invasion de l'Afghanistan.
- 12 mars : À Houston, au Texas, Andrea Yates est reconnue coupable de la noyade de ses cinq enfants (20 juin 2001). Elle est condamnée à la prison à vie.
- 14 mars : 125 véhicules sont impliqués dans un carambolage massif sur l'Interstate 75 à Ringgold, en Géorgie : 4 morts et 39 blessés[1].
- 15 mars : Sortie de L'Âge de glace.
- 19 mars : Fin de l'Opération Anaconda.
- 24 mars : 74e cérémonie des Oscars.

### Avril
- 19 avril : le sénat s'oppose au plan du président George W. Bush d'exploitation du pétrole dans un parc national en Alaska.

### Mai
- 3 mai : Sortie du film Spider-Man.
- 16 mai : Sortie du film Star Wars, épisode II : L'Attaque des clones.
- 26 mai : Catastrophe du pont I-40 (en) : 14 morts.

### Juin
- 5 juin : Enlèvement d'Elizabeth Smart à Salt Lake City (Utah).
- 11 juin : Antonio Meucci est reconnu comme le premier inventeur du téléphone par le Congrès des États-Unis.
- 14 juin : attentat à Karachi devant le consulat des États-Unis : 12 morts et 50 blessés.
- 21 juin : Sortie de Lilo et Stitch, 42e « Classique d'animation » des studios Disney.

### Juillet
- 4 juillet : fusillade de l'aéroport international de Los Angeles en 2002, un homme, âge de 41 ans aux moments des faits, abat deux personnes et en blesse cinq autres avec une arme de poing avant d'être abattu par un agent de sécurité.
- 13 juillet : début du Biscuit Fire (en), incendie dans la Forêt nationale de Rogue River-Siskiyou (Oregon, Californie). Il sera stoppé le 31 décembre après 200 000 ha de brûlées.
- 24 juillet : Le membre du Congrès James Traficant, représentant de l'Ohio, est expulsé de la Chambre des représentants par 420 voix contre 1 à la suite de ses dix condamnations pour crime (pots-de-vin, fausses déclarations de revenus, racket...).
- 30 juillet : Loi Sarbanes-Oxley. Elle se veut une réponses aux nombreuses faillites d'entreprises (Enron en décembre 2001) constatées à la suite d'une comptabilité frauduleuse. Elle oblige les entreprises cotées en bourse à avoir une transparence financière sur leurs opérations comptables (achats d'actifs, rémunérations des PDG) et aggrave les sanctions en cas d'informations financières mensongères.

### Août
- 12 août : US Airways déclaré en faillite.

### Septembre
- 1er septembre : le Budget Enforcement Act, voté en 1990, et instaurant une discipline budgétaire stricte (toute hausse de dépenses non financée devant être compensée pour ne pas accroitre le déficit) n'est pas reconduit par le Congrès (OCDE, 2004).
- 11 septembre : première commémoration des attentats du 11 septembre 2001.
- 12 septembre : crise dite du désarmement en Irak.

### Octobre
- 3 octobre : l'ouragan Lili frappe les côtes de la Louisiane.
- 9 octobre : le Congrès américain vote une résolution autorisant la guerre en Irak.

### Novembre
- 5 novembre : les républicains gagnent la majorité au Sénat à la suite des élections.
- 8 novembre : l'ONU adopte la résolution 1441 sur les sanctions encourues par l'Irak concernant les très controversées armes de destruction massive.
- 25 novembre : Création du département de la Sécurité intérieure des États-Unis par la Loi sur la sécurité intérieure de 2002 (en).
- 27 novembre : Sortie de la La Planète au trésor, 43e « Classique d'animation » des studios Disney.

### Décembre
- x

## Culture

### Cinéma

#### Films américains sortis en 2002
- Star Wars, épisode II : L'Attaque des clones, par George Lucas

#### Autres films sortis aux États-Unis en 2002
- Frida

#### Oscars
- Meilleur film :
- Meilleur réalisateur :
- Meilleur acteur :
- Meilleure actrice :
- Meilleur film documentaire :
- Meilleure musique de film :
- Meilleur film en langue étrangère :

## Naissance en 2002
- 5 février : Davis Cleveland, acteur.
- 8 avril : Skai Jackson, actrice.
- 6 mai : Emily Alyn Lind, actrice.
- 25 juin : Mason Vale Cotton, acteur.
- 28 juillet : Madison et Miranda Carabello, actrices.
- 27 septembre : Jenna Ortega, actrice américaine.
- 12 octobre : Iris Apatow, actrice

## Décès en 2002
- 12 janvier : Cyrus Vance, 84 ans, homme politique, secrétaire d'État sous l'administration du président Carter. (° 27 mars 1917).
- 26 mai : John Alexander Moore, 86 ans, herpétologiste américain, titulaire de la chaire de zoologie à l'université Columbia. (° 27 juin 1915)
- 31 août : Lionel Hampton, 94 ans, musicien de jazz (° 20 avril 1908)